# Zamarada rufilinearia
Zamarada rufilinearia là một loài bướm đêm trong họ Geometridae.